# Mark Leduc
Mark Leduc (ur. 4 maja 1964 w Toronto, zm. 22 lipca 2009 tamże) – były kanadyjski bokser, który zdobył srebrny medal podczas XXV Letnich Igrzysk Olimpijskich w 1992 roku.
Początkowo startował w wadze lekkopółśredniej, następnie rozpoczął karierę zawodową. Zerwał z profesją bokserską w roku 1993, po przegranej walce z Michelem Galarneau.
Walki olimpijskie:
- Pokonał Godfreya Wakaabu (Uganda) – 9-2
- Pokonał Dillona Carewa (Gujana) – 5-0
- Pokonał Laida Bouneba (Algieria) – 8-1
- Pokonał Leonarda Doroftei (Rumunia) – 13-6
- Przegrał z Héctorem Vinentem (Kuba) – 1-11

## Życie pozasportowe
Był osobą homoseksualną. Wraz z końcem kariery boksera postanowił dokonać coming outu, by zwalczyć stereotyp geja i wesprzeć młodych, zmagających się ze swoją seksualnością. Zdeklarował się na łamach telewizyjnego filmu dokumentalnego For the Love of the Game w 1994 roku.
W roku 1999 wziął udział w Paradzie Równości, która przebiegała ulicami Toronto. Angażował się też w kampanie walki z AIDS.
Przed śmiercią pracował przy tworzeniu planów zdjęciowych w przemyśle filmowym.